# Дуродола, Оланреваджу
Оланреваджу Дуродола (англ. Olanrewaju Durodola; род. 16 октября 1980, Абуджа, Нигерия) — нигерийский боксёр-профессионал, выступающий в первой тяжёлой весовой категории. Среди профессионалов действующий чемпион Африки по версии ABU (2020—2021), бывший чемпион по версиям WBC Silver (2015—2016) и WBC Continental Americas (2013—2016) в 1-м тяжёлом весе.

## Биография
Оланреваджу Дуродола родился 16 октября 1980 года в Абудже (Нигерия).

## Любительская карьера
В августе 2008 года участвовал в Олимпийских играх в Пекине, где проиграл кубинскому боксёру Осмаю Акоста в первом же раунде соревнований.

## Профессиональная карьера в боксе
Карьеру профессионального боксёра Оланреваджу начал 11 июня 2011 года победив техническим нокаутом американского боксёра Джона Бланчарда.

### Завоевание и защита титула чемпионаWBCSilver
4 ноября 2015 года одержал победу техническим нокаутом в 2-м раунде над известным российским боксёром Дмитрием Кудряшовым и завоевал вакантный титул чемпиона по версии WBC Silver в 1-м тяжёлом весе. Кудряшов первым потряс своего соперника в 1-м раунде, но Оланреваджу наносил большее количество ударов и его преимущество только нарастало. Во 2-м раунде Дуродола без остановки атаковал и несколько раз потряс Кудряшова, после чего рефери вмешался и остановил бой.
14 мая 2016 года состоялся бой Дуродола в Риге (Латвия) против латвийского боксёр Майриса Бриедиса (19-0, 16 КО). Нигериец хорошо начал бой и владел преимуществом, однако позднее Бриедис перехватил инициативу. В шестом раунде Дуродола побывал в нокдауне, а в девятом, после затяжной результативной атаки латышского боксера, рефери остановил бой. По ходу поединка с обоих бойцов было снято по одному очку за нарушения правил.
Этот поединок имел статус отборочного по версии WBC, и победитель должен будет встретиться с победителем июньского боя за вакантный титул чемпиона мира по версии WBC в первом тяжёлом весе между Илунгой Макабу и Тони Белью.

## Статистика профессиональных боёв
В таблице перечислены результаты всех поединков боксёров.
В каждой строке указан результат поединка. Дополнительно номер поединка обозначен цветом, который обозначает итог поединка. Расшифровка обозначений и цветов представлена в нижеследующей таблице.
| Пример | Расшифровка                     |
| ------ | ------------------------------- |
|        | Победа                          |
|        | Ничья                           |
|        | Поражение                       |
|        | Планируемый поединок            |
|        | Поединок признан несостоявшимся |
| КО     | Нокаут                          |
| ТКО    | Технический нокаут              |
| PTS    | Решение судей (по очкам)        |
| UD     | Единогласное решение судей      |
| MD     | Решение большинства судей       |
| SD     | Раздельное решение судей        |
| RTD    | Отказ от продолжения боя        |
| DQ     | Дисквалификация                 |
| NC     | Поединок признан несостоявшимся |

| 58 поединков, 48 побед (42 нокаутом), 10 поражений. | 58 поединков, 48 побед (42 нокаутом), 10 поражений. | 58 поединков, 48 побед (42 нокаутом), 10 поражений. | 58 поединков, 48 побед (42 нокаутом), 10 поражений. | 58 поединков, 48 побед (42 нокаутом), 10 поражений.                                       | 58 поединков, 48 побед (42 нокаутом), 10 поражений. | 58 поединков, 48 побед (42 нокаутом), 10 поражений. |
| Бой                                                 | Рекорд                                              | Дата                                                | Соперник                                            | Место проведения                                                                          | Раундов                                             | Примечание |
| --------------------------------------------------- | --------------------------------------------------- | --------------------------------------------------- | --------------------------------------------------- | ----------------------------------------------------------------------------------------- | --------------------------------------------------- | --- |
| 61                                                  | 50-10                                               | 10 мая 2025                                         | Нии Ашитей Ларби (8-1)                              | Арена для бокса "Буком", Аккра, Гана                                                      | (10), 3:00                                          | |
| 60                                                  | 50-10                                               | 22 марта 2025                                       | Саймон Олайника (8-2)                               | Центральная олимпика Кеге, Ломе, Того                                                     | RTD 1 (10), 3:00                                    | |
| 59                                                  | 49-10                                               | 2 февраля 2025                                      | Идриса Амаду (13-4)                                 | Национальный институт спорта, гимнастический зал, Национальный стадион, Сурелеле, Нигерия | RTD 3 (10), 3:00                                    | |
| 58                                                  | 48-10                                               | 8 ноября 2024                                       | Моньяхасу Муритадор (4-0-2)                         | Полицейский колледж Икеджа, Лагос, Нигерия                                                | UD 10 (10)                                          | Счет: 96:94, 97:93 (дважды) |
| 57                                                  | 47-10                                               | 7 октября 2024                                      | Аго Эшонг (13-2)                                    | Баскетбольная площадка Джеймстаун, Аккра, Гана                                            | КО 1 (10), 2:39                                     | |
| 56                                                  | 46-10                                               | 30 августа 2024                                     | Кабиру Товолави (22-10)                             | Полицейский колледж Икеджа, Лагос, Нигерия                                                | DQ 7 (10), 1:56                                     | Дуродола в нокдауне во 2-м раунде. Товолави получил штрафное очко в 4-м раунде за удержание соперника и дисквалификацию от судьи за чрезмерную удержание соперника в 7-м раунде. |
| 55                                                  | 45-10                                               | 30 июня 2024                                        | Идрис Афинни (14-5-1)                               | Национальный институт спорта, гимнастический зал Лагос, Нигерия                           | UD 8 (10)                                           | |
| 54                                                  | 44-10                                               | 12 июня 2024                                        | Рашид Аболаджи (13-12-1)                            | Old school Hall, Surelele Лагос, Нигерия                                                  | RTD 3 (10), 3:00                                    | |
| 53                                                  | 43-10                                               | 2 декабря 2023                                      | Райан Розицки (19-1)                                | Сидней, Канада                                                                            | TKO 1 (12), 1:47                                    | |
| 52                                                  | 43-9                                                | 15 октября 2023                                     | Чиди Энома (33-4-2)                                 | Парк Свободы, Лагос Лагос, Нигерия                                                        | TKO 4 (10)                                          | |
| 51                                                  | 42-9                                                | 28 июля 2023                                        | Исаак Пааквеси Анкра (16-10)                        | Golden Royal Beach Hotel, Корле Гонно, Гана                                               | KO 2 (10), 1:40                                     | |
| 50                                                  | 41-9                                                | 30 апреля 2023                                      | Нии Оффей Доду (4-1)                                | Центр Мерроприятий Idrowhyt, Корле Гонно, Гана                                            | RTD 2 (10), 3:00                                    | |
| 49                                                  | 40-9                                                | 5 января 2023                                       | Агое Ашонг (12-1)                                   | Dezone Beach Resort, Корле Гонно, Гана                                                    | RTD 1 (10), 3:00                                    | |
| 48                                                  | 39-9                                                | 9 октября 2022                                      | Идрис Афинни (10-3-1)                               | National Stadium, Indoor Sports Hall, Лагос, Нигерия                                      | TKO 2 (10), 1:55                                    | |
| 47                                                  | 38-9                                                | 21 мая 2022                                         | Принсе Тимоти Гонзе (3-1)                           | Federal Palace Hotel Victoria Island, Лагос, Нигерия                                      | KO 7 (8), 2:12                                      | |
| 46                                                  | 37-9                                                | 14 января 2022                                      | Идову Окусоте (2-4)                                 | Yucateco arena, Икороду, Нигерия                                                          | RTD 1 (8), 3:00                                     | |
| 45                                                  | 36-9                                                | 20 ноября 2021                                      | Ричард Риакпоре (12-0)                              | Уэмбли Арена, Лондон, Великобритания                                                      | TKO 5 (10), 0:36                                    | |
| 44                                                  | 36-8                                                | 28 мая 2021                                         | Шабан Хамади Джонго (8-1-2)                         | Next Door Arena, Масаки, Дар-эс-Салам, Танзания                                           | TKO 2 (12)                                          | Защитил титул чемпиона Африки по версии ABU (2-я защита Дуродола) в 1-м тяжёлом весе.                                                                                            |
| 43                                                  | 35-8                                                | 6 марта 2021                                        | Тариэль Джафаров (6-0)                              | Bukom Boxing Arena, Аккра, Гана                                                           | RTD 1 (10), 3:00                                    | |
| 42                                                  | 34-8                                                | 19 декабря 2020                                     | Илунга Макабу (27-2)                                | Temporary Arena, Киншаса, ДР Конго                                                        | TKO 7 (12)                                          | Бой за титул чемпиона мира по версии WBC (1-я защита Макабу) в 1-м тяжёлом весе.                                                                                                 |
| 41                                                  | 34-7                                                | 19 октября 2020                                     | Олареваджу Сегун (3-0)                              | Лагос, Нигерия                                                                            | TKO 5 (10)                                          | Защитил титул чемпиона Африки по версии ABU (1-я защита Дуродола) в 1-м тяжёлом весе.                                                                                            |
| 40                                                  | 33-7                                                | 1 февраля 2020                                      | Абрахам Табул (17-2-1)                              | Аккра, Гана                                                                               | TKO 3 (12)                                          | Завоевал вакантный титул чемпиона Африки по версии ABU в 1-м тяжёлом весе. |
| 39                                                  | 32-7                                                | 30 ноября 2019                                      | Викапита Мероро (29-8)                              | Аккра, Гана                                                                               | TKO 3 (10), 3:00                                    | |
| 38                                                  | 31-7                                                | 20 сентября 2019                                    | Кабиру Товолави (11-1)                              | Лагос, Нигерия                                                                            | UD 10 (10)                                          | Счёт: 100-90, 100-90, 100-91. |
| 37                                                  | 30-7                                                | 30 июля 2019                                        | Майкл Годвин (2-0)                                  | Икеджа, Нигерия                                                                           | TKO 2 (10), 0:39                                    | |
| 36                                                  | 29-7                                                | 31 мая 2019                                         | Михал Цесляк (18-0)                                 | Прушков, Польша                                                                           | TKO 2 (10), 1:56                                    | Бой за вакантный титул международного чемпиона Польши в 1-м тяжёлом весе. |
| 35                                                  | 29-6                                                | 26 октября 2018                                     | Марой Садики (2) (15-1-1)                           | Federal Palace Hotel Victoria Island, Лагос, Нигерия                                      | TKO 3 (12)                                          | Завоевал вакантный титул чемпиона мира по версии WBF в 1-м тяжёлом весе. |
| 34                                                  | 28-6                                                | 25 августа 2018                                     | Джексон Джуниор (21-10)                             | Баия-Бланка, Аргентина                                                                    | KO 2 (10)                                           | |
| 33                                                  | 27-6                                                | 2 июня 2018                                         | Кшиштоф Влодарчик (54-4-1)                          | Жешув, Польша                                                                             | UD 10 (10)                                          | |
| 32                                                  | 27-5                                                | 3 февраля 2018                                      | Максим Власов (41-2)                                | ЛД «Большой», Сочи, Россия                                                                | RTD 10 (12), 3:00                                   | Бой за вакантный титул чемпиона по версии WBC Silver в 1-м тяжёлом весе. |
| 31                                                  | 27-4                                                | 2 сентября 2017                                     | Марой Садики (14-0-1)                               | Аккра, Гана                                                                               | TKO 5 (10)                                          | |
| 30                                                  | 26-4                                                | 22 июля 2017                                        | Карама Нийлавила (24-16-3)                          | Аккра, Гана                                                                               | TKO 2 (10)                                          | |
| 29                                                  | 25-4                                                | 3 июня 2017                                         | Дмитрий Кудряшов (20-1)                             | Ростов-на-Дону, Россия                                                                    | TKO 5 (12), 2:17                                    | Бой за титул чемпиона по версии WBC Silver, и за статус обязательного претендента на бой с чемпионом мира по версии WBC в 1-м тяжёлом весе.                                      |
| 28                                                  | 25-3                                                | 17 марта 2017                                       | Мусса Аджибу (27-7-5)                               | Аккра, Гана                                                                               | TKO 5 (12), 2:56                                    | Завоевал вакантный титул чемпиона по версии WBO Africa в 1-м тяжёлом весе. |
| 27                                                  | 24-3                                                | 2 декабря 2016                                      | Паскаль Ндомба (18-7-2)                             | Аккра, Гана                                                                               | TKO 1 (10), 2:51                                    | |
| 26                                                  | 23-3                                                | 12 августа 2016                                     | Юберти Суарес Диас (8-4)                            | Буэнос-Айрес, Аргентина                                                                   | KO 1 (10), 1:43                                     | |
| 25                                                  | 22-3                                                | 14 мая 2016                                         | Майрис Бриедис (19-0)                               | Рига, Латвия                                                                              | TKO 9 (12), 2:58                                    | Защита титула чемпиона по версии WBC Silver и бой за статус обязательного претендента на бой с чемпионом мира по версии WBC в 1-м тяжёлом весе.                                  |
| 24                                                  | 22-2                                                | 4 ноября 2015                                       | Дмитрий Кудряшов (18-0)                             | Татнефть-Арена, Казань, Россия                                                            | TKO 2 (12), 2:29                                    | Завоевал вакантный титул чемпиона по версии WBC Silver в 1-м тяжёлом весе. |
| 23                                                  | 21-2                                                | 23 августа 2015                                     | Пааквеси Анкрах (8-4)                               | Лагос, Нигерия                                                                            | KO 1 (10), 0:48                                     | |
| 22                                                  | 20-2                                                | 11 июля 2015                                        | Вальтер Дэвид Кабрал (21-12)                        | Сан-Паулу, Бразилия                                                                       | KO 1 (10), 2:48                                     | Защитил титул чемпиона по версии WBC Continental Americas в 1-м тяжёлом весе. |
| 21                                                  | 19-2                                                | 10 декабря 2014                                     | Джоелл Годфри (17-12-1)                             | Канзас-Сити, Миссури, США                                                                 | DQ 7 (10), 2:31                                     | Защитил титул чемпиона по версии WBC Continental Americas в 1-м тяжёлом весе. |
| 20                                                  | 18-2                                                | 13 июня 2014                                        | Макс Хейман (25-12-4)                               | Сент-Джозеф, Миссури, США                                                                 | TKO 2 (10), 0:27                                    | Защитил титул чемпиона по версии WBC Continental Americas в 1-м тяжёлом весе. |
| 19                                                  | 17-2                                                | 24 января 2014                                      | Табисо Мчуну (14-1)                                 | Атлантик-Сити, Нью-Джерси, США                                                            | UD (10)                                             | Бой за титул чемпиона NABF в 1-м тяжёлом весе. |
| 18                                                  | 17-1                                                | 26 октября 2013                                     | Митч Уильямс (8-3-2)                                | Шарлотт, Северная Каролина, США                                                           | TKO 6 (10), 1:28                                    | Защитил титул чемпиона по версии WBC Continental Americas в 1-м тяжёлом весе. |
| 17                                                  | 16-1                                                | 10 августа 2013                                     | Харви Джолли (14-19-1)                              | Уичито, Канзас, США                                                                       | TKO 3 (10), 2:12                                    | Защитил титул чемпиона по версии WBC Continental Americas в 1-м тяжёлом весе. |
| 16                                                  | 15-1                                                | 20 апреля 2013                                      | Виктор Барраган (12-6)                              | Сент-Джозеф, Миссури, США                                                                 | TKO 4 (12), 3:00                                    | Завоевал вакантный титул чемпиона по версии WBC Continental Americas в 1-м тяжёлом весе.                                                                                         |
| 15                                                  | 14-1                                                | 15 марта 2013                                       | Шеннон Миллер (25-49-8)                             | Мемфис, Теннесси, США                                                                     | KO 2 (6), 1:56                                      | |
| 14                                                  | 13-1                                                | 15 февраля 2013                                     | Билли Каннингем (6-19-1)                            | Мемфис, Теннесси, США                                                                     | TKO 1 (6), 2:15                                     | |
| 13                                                  | 12-1                                                | 8 декабря 2012                                      | Адуку Нсор (6-3)                                    | Аккра, Гана                                                                               | KO 2 (8), 1:39                                      | |
| 12                                                  | 11-1                                                | 16 ноября 2012                                      | Ибрагим Маршалл (10-3-1)                            | Аккра, Гана                                                                               | TKO 1 (12), 2:47                                    | Завоевал вакантный титул чемпиона West African Boxing Union в 1-м тяжёлом весе.                                                                                                  |
| 11                                                  | 10-1                                                | 27 октября 2012                                     | Сэм Хилл (17-11-1)                                  | Шакопи, Миннесота, США                                                                    | TKO 1 (6), 2:17                                     | |
| 10                                                  | 9-1                                                 | 23 июня 2012                                        | Ахрор Муралимов (11-0)                              | Сент-Джозеф, Миссури, США                                                                 | TKO 5 (8), 1:21                                     | |
| Бой                                                 | Рекорд                                              | Дата                                                | Соперник                                            | Место проведения                                                                          | Раундов                                             | Примечание |